# 디어 클라우드
디어 클라우드(영어: Dear cloud)는 대한민국의 모던 록 밴드이다.
2005년 용린(기타)과 나인(보컬)의 만남으로 시작하여, 서울예술대학 선후배 관계인 이랑(베이스), 정아(건반), 토근(드럼)이 합류하면서 혼성 5인조 밴드로 완성되었다. 유희열이 소속된 토이 뮤직(현 안테나뮤직)에서 2007년 1집 정규 앨범을 발표하였다. 이후 레이블 Cloud Records 설립하고 2010년 EP앨범《Take The Air》를 발표하였으며, 디어 클라우드만의 색채를 가장 잘 드러내며 성공적인 독립을 했다. 정아(건반)가 클래식을 전공하기 위해 유학을 떠나면서 2013년부터 4인 체제로 재편되었다. 용린(리더, 기타)가 계약 해지로 인해 팀 탈퇴를 하게 되면서 2019년 5월부터 3인 제제로 재편되었다.

## 음반

### 정규앨범
1. 2007년 1집 《Dear Cloud》
2. 2008년 2집 《Grey》
3. 2011년 3집 《Bright Lights》
4. 2017년 4집 《MY DEAR, MY LOVER》

### 비정규 / 참여앨범
1. 2010년 EP 《Take The Air》
2. 2011년 Compilation 《SAVe tHE AiR Green Concert》
3. 2011년 Single 《Merry Christmas & Farewell》
4. 2013년 O.S.T 《3 Women In Inotia》
5. 2013년 EP 《Let It Shine》
6. 2013년 Single 《`13 Merry Christmas & Farewell》
7. 2013년 Single, O.S.T 《예쁜남자 O.S.T Part.3》
8. 2014년 Single, O.S.T 《라이어게임 O.S.T Part.1》
9. 2015년 Single, 《엄마의 편지》
10. 2015년 Single, O.S.T 《너를 기억해 O.S.T Part.1》
11. 2015년 Single 《Silver Lining》
12. 2017년 Single, O.S.T 《7일의 왕비 OST Part 3》
13. 2018년 Single, 《Blue Jeans》
14. 2019년 Single, 《사랑이 끝나서 다행이야》
15. 2020년 Single, 《새벽 한 시》
16. 2020년 Single, 《LOVER!》